# Świadkowie Jehowy na Łotwie
Świadkowie Jehowy na Łotwie – społeczność wyznaniowa na Łotwie, należąca do ogólnoświatowej wspólnoty Świadków Jehowy, licząca w 2023 roku 2135 głosicieli, należących do 29 zborów. Większość głosicieli mieszka w miastach lub w ich pobliżu. Na dorocznej uroczystości Wieczerzy Pańskiej w 2023 roku zgromadziło się 3279 osób. Działalność miejscowych Świadków nadzoruje Biuro Oddziału znajdujące się w Vantaa, w Finlandii. Biuro Krajowe wraz z Salą Zgromadzeń znajduje się w Rydze.

## Historia

### Początki
Pierwszym Łotyszem, który przyjął wierzenia Badaczy Pisma Świętego, został marynarz Ans Insberg (zm. 1962), który w 1914 roku podczas pobytu w Cleveland w stanie Ohio obejrzał „Fotodramę stworzenia”. W styczniu 1916 roku został on ochrzczony i rozpoczął działalność kaznodziejską, gdy brakowało mu funduszy, wypływał na morze. Po I wojnie światowej zamieszczał w łotewskiej prasie informacje na temat Królestwa Bożego. Dzięki temu przyłączył się do niego emerytowany nauczyciel o nazwisku Krastinš – prawdopodobnie pierwszy członek wyznania mieszkający na Łotwie na stałe. W roku 1922 Ans Insberg otrzymał zaproszenie do Biura Głównego Badaczy Pisma Świętego w Brooklynie, gdzie pracował oraz głosił marynarzom w nowojorskim porcie do swojej śmierci w roku 1962.
Gdy w roku 1925 w Kopenhadze utworzono Biuro Północnoeuropejskie, nadzorowało ono działalność w krajach nadbałtyckich (m.in. na Łotwie) oraz w krajach skandynawskich. W lipcu 1926 roku nadzór nad działalnością na Łotwie powierzono Brytyjczykowi Reesowi Taylorowi. W tym samym roku utworzył on biuro w Rydze, a także zorganizował pierwszą małą konwencję. Wzięło w niej udział 20 osób, a 14 z nich uczestniczyło w pierwszej kampanii głoszenia na Łotwie. Jakiś czas później uzyskano zezwolenie policyjne na urządzenie spotkań w Rydze, Lipawie i Jełgawie, w których łącznie uczestniczyło 975 osób. Przemówienia wygłaszano w języku niemieckim, znanym wielu Łotyszom. Wiele osób zwróciło się z prośbami o zorganizowanie kolejnych spotkań.
We wrześniu 1927 roku delegaci z Łotwy i innych krajów nadbałtyckich i skandynawskich wysłuchali w Kopenhadze wykładu Wolność dla ludzi Josepha Rutherforda, prezesa Towarzystwa Strażnica. W kolejnym roku wydano broszurę Wolność dla ludzi, była to pierwsza publikacja biblijna w języku łotewskim. Do pomocy w działalności głoszenia przyjechało co najmniej dziesięciu kolporterów z Niemiec. Zostali oni skierowani do prawie wszystkich miast na Łotwie, gdzie wygłaszali wykłady biblijne. W roku 1928 w działalności ewangelizacyjnej brało udział około 40 głosicieli, z czego 15 osób było ochrzczonych. W roku 1929 biuro zostało przeniesione na ulicę Šarlotes w Rydze. W tym samym roku chrzest przyjęło 9 osób, a podczas głoszenia rozpowszechniono ponad 90 tysięcy książek i broszur.

#### Sprzeciw i rejestracja
Działalność Badaczy Pisma Świętego wzbudziła sprzeciw duchowieństwa, które na różne sposoby próbowało tę działalność sparaliżować. Pod wpływem nacisków w 1929 roku rząd wydalił z kraju kolporterów pochodzących z Niemiec, a w roku 1931 zakazem objęto większość publikacji biblijnych. W roku 1931 kilku pionierów z Wielkiej Brytanii przeniosło się na Litwę i do Estonii. Niektórzy z nich z zachowaniem środków ostrożności dostarczali literaturę biblijną na Łotwę. W roku 1931 podobnie jak w innych miejscach na świecie na zebraniu w Rydze jednomyślnie przyjęto nazwę „Świadkowie Jehowy”. Od 1931 roku działalność Świadków Jehowy na Łotwie nadzorował Szkot, Percy Dunham (zm. 1951). W następnym roku biuro zostało przeniesione na ulicę Cēsu w Rydze.
9 lutego 1933 roku jedna z gazet ukazujących się w Rydze oskarżyła Świadków Jehowy o powiązania z komunistami. Doprowadziło to do rewizji zarówno w biurze jak też w sześciu domach łotewskich Świadków Jehowy, nie znaleziono jednak dowodów przestępstwa. W tym czasie działalność na Łotwie prowadziło mniej niż 50 głosicieli. Chcąc oficjalnie uregulować działalność, złożono wniosek o prawną rejestrację. 14 marca 1933 roku zarejestrowano Międzynarodowe Stowarzyszenie Badaczy Pisma Świętego i chociaż nie można było sprowadzać literatury biblijnej z zagranicy, publikacje tłumaczono i wydawano na miejscu. Tłumaczeniem literatury Świadków Jehowy zajmował się wówczas popularny pisarz i redaktor naczelny gazety Rīts, Aleksandrs Grīns.

### Represje i prześladowania
W marcu 1934 roku doszło na Łotwie do przewrotu politycznego i wprowadzenia władzy autorytarnej, wskutek czego w kraju wprowadzono stan wojenny. Wykorzystując tę sytuację, przeciwnicy Świadków Jehowy wysunęli oskarżenia o ich sympatyzowanie z komunistami. Doprowadziło to do decyzji ministra spraw wewnętrznych, który 30 czerwca 1934 roku polecił zamknąć biuro Międzynarodowego Stowarzyszenia Badaczy Pisma Świętego oraz konfiskatę ponad 40 tysięcy publikacji religijnych. Składane przez Świadków Jehowy kolejne wnioski dotyczące ponownej rejestracji wyznania raz po raz odrzucano.
Gdy w czerwcu 1940 roku Armia Czerwona wkroczyła na Łotwę, Percy Dunham wraz z żoną Madge (Margaret) musieli opuścić kraj. 27 października opuścili oni Łotwę i zostali skierowani do Biura Oddziału w Australii. Likwidacja biura w Rydze, deportacja nadzorcy tego biura, lata II wojny światowej, a także całe dziesięciolecia represji pod rządami komunistów przyczyniły się do znacznego ograniczenia działalności Świadków Jehowy na Łotwie.
Niemieckojęzyczny pielgrzym Albert Friedrich Rekett działający w Prusach Wschodnich wraz z innymi został uwięziony i przebywał na robotach przymusowych na terenie Łotwy.
Pod koniec lat 40. XX wieku niemieckie Biuro Oddziału nawiązało listowny kontakt z kilkoma głosicielami z Jełgawy, Kuldygi, Rygi i Windawy. Listy te stanowiły ogromną zachętę dla Świadków Jehowy od lat pozbawionych kontaktu z Biurem Głównym.
W kwietniu 1951 roku w ramach operacji Północ zesłano na Syberię 53 Świadków Jehowy. Operacja objęła 7 miejscowości, w tym Rygę, skąd deportowano 8 osób. Ponad połowa zesłanych, 26 osób, mieszkało w Windawie. 31 października tego samego roku zesłano dalszych 20 osób na Syberię, a ich mienie zostało skonfiskowane. Niewielka grupka około 10 głosicieli uniknęła deportacji i działała w ukryciu. Jednak niektórzy Łotysze wcześniej zesłani na Syberię właśnie tam zostali Świadkami Jehowy, a ich chrzest urządzano późną nocą w lodowatej rzece. W 1969 roku kilkoro Świadków Jehowy powróciło z zesłania. Większość łotewskich współwyznawców pomarła w obozach pracy.
Nieliczni głosiciele, którzy pozostali na Łotwie, byli intensywnie poszukiwani przez KGB. Władze zarzucały im działalność antyradziecką oraz rozprowadzały broszurę, w której Świadków Jehowy przedstawiano jako amerykańskich szpiegów. Z tego względu Świadkowie Jehowy zachowywali najwyższą ostrożność podczas głoszenia, a potajemne zebrania organizowali w rozmaitych miejscach. W latach 60. i 70. Łotwę regularnie odwiedzali głosiciele z Estonii, wygłaszali wykłady biblijne, przywozili literaturę biblijną i pokrzepiali około 25 ochrzczonych głosicieli na Łotwie. „Strażnicę” w języku rosyjskim Valija i Pauls Bergmanisowie tłumaczyli na łotewski, korzystając ze zwykłych szkolnych zeszytów.
W latach 1970–1989 estońscy Świadkowie Jehowy zdobywali w Rosji mikrofilmy ze „Strażnicą” i przemycali je na Łotwę. Czasami publikacje biblijne docierały do kraju głównie z Litwy i Ukrainy. Na miejscu, korzystając z prostego sprzętu fotograficznego tajnie drukowano również inne publikacje Świadków Jehowy. Na grupę głosicieli przypadał jeden egzemplarz „Strażnicy”, który można było zatrzymać u siebie tylko 24 godziny.

### Odzyskiwanie wolności religijnej
Latem roku 1989 i 1990 odpowiednio około 50 i 100 delegatów z Łotwy, pojechało do Polski na zgromadzenia okręgowe pod hasłem „Prawdziwa pobożność” oraz pod hasłem „Czysta mowa”. Rok później łotewscy delegaci pojechali autobusami na kongres pod hasłem „Lud miłujący wolność” do Tallinna w Estonii. W 1992 roku jedyny zbór na Łotwie został podzielony i powstały dwa nowe. 
W lipcu 1992 roku na Łotwę w charakterze misjonarzy przyjechały trzy małżeństwa ze Stanów Zjednoczonych, a dwa lata później małżeństwo z Australii. W 1993 roku na Łotwę przyjechali pierwsi misjonarze – absolwenci Biblijnej Szkoły Strażnicy – Gilead pochodzący ze Szwecji, a w kwietniu roku 1995 kolejni pochodzący z Finlandii. Na Łotwę skierowano również ponad 20 absolwentów Kursu Usługiwania, m.in. z Danii, Niemiec, Polski i Wielkiej Brytanii.
20 sierpnia 1994 roku oddano do użytku biuro tłumaczeń, urządzone w pięciokondygnacyjnym budynku podarowanym przez małżeństwo, które odzyskało nieruchomość zagarniętą przez państwo w czasach komunistycznych. Na uroczystość tę przybył Milton Henschel z Ciała Kierowniczego. W budynku mogło zamieszkać 20 osób. Zakupiono też sąsiedni budynek, dzięki czemu mogło zamieszkać w nim 35 osób, a po dalszej rozbudowie urządzono więcej pomieszczeń biurowych oraz pokoi mieszkalnych, dzięki czemu pracowało tam 55 wolontariuszy.
W roku 1995 w języku łotewskim zaczęła się ukazywać „Nasza Służba Królestwa” oraz miesięczne wydanie „Strażnicy”. Od roku 1996 „Strażnica” ukazywała się dwa razy w miesiącu. W 1996 roku w Rydze został utworzony Komitet Kraju nadzorujący działalność Świadków Jehowy na Łotwie. Rok później w Jurmale powstała pierwsza Sala Królestwa zbudowana od podstaw.
W 1998 roku pod hasłem „Boża droga życia” po raz pierwszy zorganizowano zgromadzenie okręgowe na Łotwie. Program zgromadzenia przedstawiono w trzech językach: łotewskim, łotewskim migowym i rosyjskim. Wcześniej z programu zgromadzeń głosiciele korzystali zazwyczaj w Estonii lub na Litwie.

### Ponowna legalizacja
W latach 1992–2004 nadzór nad działalnością Świadków Jehowy na Łotwie pełniło Biuro Oddziału w Finlandii. 12 października 1998 roku zarejestrowano dwa zbory w Rydze, a miesiąc później zbór w Jełgawie. W 2001 roku odbyła się pierwsza specjalna coroczna kampania głoszenia na terenach, gdzie nie było wielu Świadków Jehowy. 1 września 2004 roku na Łotwie zostało utworzone Biuro Oddziału. Dwa lata później zakończono jego rozbudowę. Członkami Komitetu Oddziału byli: Peter Luters, Anders Berglund, Hannu Kankaanpää i Juha Huttunen.
W 2006 roku 250 łotewskich delegatów uczestniczyło w kongresie międzynarodowym pod hasłem „Wyzwolenie jest blisko!” w Chorzowie, a rok później kilkuset łotewskich delegatów uczestniczyło w kongresie międzynarodowym pod hasłem „Czuwajcie!” w Poznaniu.
10 kwietnia 2010 roku oddano do użytku nowe pomieszczenia Biura Oddziału. Okolicznościowego przemówienia wygłoszonego z tej okazji przez Christiana Munteana oprócz miejscowych współwyznawców wysłuchało również 248 delegatów z 9 krajów. W tym samym roku kongresy pod hasłem „Trwaj przy Jehowie!” odbyły się w językach: łotewskim, rosyjskim i łotewskim migowym. Do kraju przybyła nowa grupa misjonarzy Szkoły Gilead. Liczba głosicieli w 2010 roku na Łotwie wyniosła 2379 osób. W 2011 roku wydano Chrześcijańskie Pisma Greckie w Przekładzie Nowego Świata (Nowy Testament) w języku łotewskim. W 2011 roku zarejestrowano 15 zborów, w 2012 roku – 23, a w roku 2013 – 36. Na początku 2017 roku działało 38 zarejestrowanych zborów. Istniało 17 Sal Królestwa, z których 7 znajdowało się w Rydze.
W czerwcu 2016 roku delegacja Świadków Jehowy z Łotwy brała udział w kongresie specjalnym pod hasłem „Lojalnie trwajmy przy Jehowie!” w Helsinkach, a w 2019 roku w kongresach międzynarodowych pod hasłem „Miłość nigdy nie zawodzi!” w  Atlancie, Berlinie, Kopenhadze, Saint Louis, Seulu, Toronto i Warszawie.
5 lipca 2020 roku Jouni Palmu, członek Komitetu Oddziału w Finlandii, ogłosił w nagranym wcześniej przemówieniu wydanie Pisma Świętego w Przekładzie Nowego Świata w języku łotewskim. W związku z pandemią COVID-19 zorganizowano specjalne zebranie w trybie wideokonferencji, z którego programu skorzystały zbory łotewskojęzyczne oraz rosyjskojęzyczne na Łotwie.
Kongresy regionalne odbywają się w językach: łotewskim, łotewskim migowym, rosyjskim, rosyjskim migowym i litewskim migowym.
Świadków Jehowy na Łotwie reprezentuje prawnie zarejestrowane stowarzyszenie Sargtorna Biedriba (Towarzystwo Strażnica), a 14 zborów posiada osobowość prawną. Nadzór nad działalnością pełni ponownie Biuro Oddziału w Finlandii.